# Bimberamala-Nationalpark
Der Bimberamala-Nationalpark ist ein Nationalpark im Südosten des australischen Bundesstaates New South Wales.
Der gebirgige, bewaldete Park liegt 206 km südlich von Sydney und rund 30 km nördlich von Batemans Bay westlich anschließend an den Budawang-Nationalpark im Küstengebirge von New South Wales.
Östlich des Parks verläuft der Clyde River. Durch den Park fließt der Bimberamala River, ein Nebenfluss des Clyde River.
Zehn Kilometer südlich seines südlichsten Punkts verläuft der Kings Highway nach Braidwood und Canberra. Der Park ist nur über unbefestigte Straßen zugänglich.